# 北京德云社剧场
39°53′02″N 116°23′53″E / 39.8839162°N 116.3979484°E
北京德云社剧场，位于北京市西城区北纬路甲1号，是北京相声团体德云社的剧场，也是德云社的总部。

## 简介
该剧场的前身是创建于1933年的“天乐戏院”。1992年，经过翻修后重新开放，并更名为“天桥乐茶园”，曹禺题写了“天桥乐茶园”匾额。天桥乐茶园总建筑面积达到1300平方米，仿照老北京茶园戏楼的结构兴建，由戏部、茶部、会部三个部分组成，可以同时接待180多人看戏、进餐、品茶。一楼大厅设有24张方桌、圆桌；二楼设有9个包厢。天桥乐茶园每天晚上举办戏曲、曲艺、武术、杂技等演出。天桥乐茶园曾接待过十多个国家的国家元首、政府首脑以及一百余个国家的驻华使节。美国前总统尼克松在此看戏后写道：“我从来没有看过这么精彩的演出。”
2004年10月23日，德云社“北京相声大会”进驻天桥乐茶园演出。2007年4月15日，德云社正式接手天桥乐茶园作为德云社总部，并将该剧场更名为“北京德云社剧场”。